# الشفافية المغربية
الشفافية المغربية هي جمعية مغربية تأسست في 6 يناير 1996، وتمّ الاعتراف بها كمنظمة ذات منفعة عامة في 11 يونيو 2009.
تلتزم جمعية الشفافية المغربية بالمبادئ الواردة في ميثاق منظمة الشفافية الدولية، وهي منظمة دولية تتمثل أهدافها في محاربة الفساد في جميع أنحاء العالم.

## لمحة تاريخية
تأسست جمعية الشفافية المغربية في 6 يناير عام 1996، وحظيت باعتراف الحكومة المغربية بها كمنظمة تهدف للمنفعة العامة في 11 يونيو 2009، وعلى الرغم من ذلك، فقد واجهت الجمعية الكثير من الصعوبات وتعرضت لعدد من المضايقات الأمنية، ففي يناير 2011 مُنعت الجمعية من إقامة حفل تكريم النزاهة لنادي المحامين بالرباط لأسباب أمنية بناءًا على أوامر حاكم مدينة الرباط، وهو ما اعتبرته الجمعية بمثابة محاولة لترهيب أعضاءها والاعتداء على الحريات العامة. وفي ام 2013، وبينما كانت الجمعية تقوم بنشر مُلصقات كُتبت عليها عبارة "لا للفساد"، أمر مسؤول كبير بمدينة الرباط بإزالة وتمزيق جميع الملصقات، بالإضافة إلى إزالة الملصقات التي تحوي رسائل مكافحة الفساد والموضوعة على الحافلات.

## الأنشطة والفعاليات
تُصدر جمعية الشفافية المغربية تقريرًا سنويًّا عن الفساد في المغرب، وتُقدّم للحكومة المغربية بصورة منتظمة مقترحات بشأن مشاريع قوانين للحد من الفساد، كما تُدير خدمة المبلغين عن الفساد في مدينتي فاس والرباط بالمملكة المغربية.